# Иссанкур-э-Рюмель
Иссанку́р-э-Рюме́ль (фр. Issancourt-et-Rumel) — коммуна во Франции, находится в регионе Шампань — Арденны. Департамент коммуны — Арденны. Входит в состав кантона Виллер-Семёз. Округ коммуны — Шарлевиль-Мезьер.
Код INSEE коммуны — 08235.
Коммуна расположена приблизительно в 210 км к северо-востоку от Парижа, в 95 км севернее Шалон-ан-Шампани, в 8 км к востоку от Шарлевиль-Мезьера.

## Население
Население коммуны на 2008 год составляло 404 человека.
| 1962 | 1968 | 1975 | 1982 | 1990 | 1999 | 2008 |
| ---- | ---- | ---- | ---- | ---- | ---- | ---- |
| 377  | 381  | 348  | 390  | 358  | 371  | 404  |

## Администрация
| Период | Период | Фамилия      | Партия | Должность |
| ------ | ------ | ------------ | ------ | --------- |
| 2001   | 2008   | Бернар Фовле |        |           |
| 2008   |        | Жислен Дебеф |        |           |

## Экономика
В 2007 году среди 272 человек в трудоспособном возрасте (15—64 лет) 208 были экономически активными, 64 — неактивными (показатель активности — 76,5 %, в 1999 году было 78,6 %). Из 208 активных работали 183 человека (107 мужчин и 76 женщин), безработных было 25 (8 мужчин и 17 женщин). Среди 64 неактивных 23 человека были учениками или студентами, 26 — пенсионерами, 15 были неактивными по другим причинам.